# Pottornya
Pottornya (szlovákul Podtureň) község Szlovákiában, a Zsolnai kerület Liptószentmiklósi járásában.

## Fekvése
Liptószentmiklóstól 5 km-re délkeletre fekszik, a Liptószentmiklós-Poprádi autópálya 1 km hosszú hídja alatt húzódik meg.

## Nevének eredete
A szlovák Podtureň toronyalját jelent. Nevét egy, a középkorban itt állt egykori őrtoronyról kapta.

## Története
Pottornya területén már az újkőkorban is éltek emberek, a vonaldíszes kerámiák népe élt ezen a vidéken. A bronzkorban a lausitzi és a puhói kultúra népének települése állt itt. A római és a korai szláv korban is lakott volt, erre kelta erőd és szláv település nyomai utalnak.
Névadó őrtornya valószínűleg már a 12. században állott, körülötte keletkezett a templom és a település, melyet a 14. században, 1331-ben „Tornalia” alakban említenek először. Ebben az évben birtokosa Tornallai Sándor és testvére, Pál Szent Péter apostol tiszteletére templomot építtetett a faluban. 1345-ben „Thormalia”, 1360-ban „Tornalya” néven szerepel az oklevelekben. 1360-ban Nagy Lajos király megerősíti birtokukban Tornallai Sándor fiait: Miklóst és Istvánt. A 15. század közepétől a falut már „Pothornya” néven említik, amely szláv lakosság jelenlétére utal. A középkorban lakói mezőgazdaságból, állattartásból, őrszolgálatból éltek. A jobbágyokon és zselléreken kívül néhány nemesi család is élt a településen. Közülük a legjelentősebb a Pottornyai család volt, akiknek a környező falvakban is voltak birtokaik. Pottornyai András a 16. században reneszánsz kúriát építtetett ide. Pottornyai Pál a 17. század elején egy másik kastélyt is építtetett a községbe. Pottornyai Simon a kúriát a 18. században barokk stílusban építtette át és nagy angolparkkal vette körül. 1784-ben Pottornyának 39 háza és 349 lakosa volt.
A 18. század végén Vályi András így ír róla: „POTURNYA. Potureny. Tót falu Liptó Vármegyében, földes Ura Potornyai Uraság, a’ kinek kastéllyával díszes, lakosai katolikusok, és másfélék, fekszik Sz. Iványhoz közel, mellynek filiája; határjának 2/3 része hegyen fekszik, ’s azért nehéz mivelésű, legelője elég van, földgyének 2/3 része termékeny, fája van mind a’ kétféle, első osztálybéli.”
1828-ban 49 házában 347 lakos élt. Lakói főként mezőgazdasággal foglalkoztak. 1845-ben Pottornyai József neoklasszicista kúriát épített ide, keleti homlokzatán oszlopokon álló tympanonnal. Lakói a 18. században földművesek, favágók, tutajosok voltak.
Fényes Elek 1851-ben kiadott geográfiai szótárában így ír a faluról: „Poturnya, tót falu, Liptó vmegyében, a Vágh mellett: 48 kath., 299 evang. lak. Derék kastély. F. u. Poturnyay. Ut. p. Okolicsna.”
A 19. század második felétől lakói a nagy budapesti építkezésekre is eljártak dolgozni. 1871-ben megépült a zsolna-poprádi vasútvonal, mely elősegítette a település fejlődését. 1908-ban harangláb épült a településen. A trianoni diktátumig Liptó vármegye Liptóújvári járásához tartozott.
A háború után tovább fejlődött a község, 1919-ben új iskola épült, olvasókör, evangélikus nőegylet, és vöröskeresztes szervezet alakult. A község mai hivatalos neve 1927-óta használatos. 1938-ban megindult a kultúrház építése. Lakói a második világháború idején támogatták a szlovák nemzeti felkelést.

## Népessége
| Év:            | 1994. | 2004.    | 2014.    | 2024.   |
| -------------- | ----- | -------- | -------- | ------- |
| Emberek száma: | 433   | 514      | 1014     | 1055    |
| Eltérés:       |       | +18,70 % | +97,27 % | +4,04 % |

| Év:            | 2023. | 2024.   |
| -------------- | ----- | ------- |
| Emberek száma: | 1063  | 1055    |
| Eltérés:       |       | -0,75 % |

1910-ben 472-en, többségében szlovákok lakták, jelentős magyar kisebbséggel.
2001-ben 479 lakosából 473 szlovák volt.
2011-ben 955 lakosából 923 szlovák.

## Nevezetességei
- 16. századi kastélyát Pottornyai András építtette reneszánsz stílusban, a 18. század második felében átépítették.
- 17. századi kastélyát Pottornyai Pál építtette, a 18. század közepén barokk stílusban átépítették.
- Klasszicista kastélyát 1845-ben Pottornyai József építtette.

## Külső hivatkozások
- Hivatalos oldal
- Községinfó
- Pottornya Szlovákia térképén
- E-obce Archiválva 2008. március 5-i dátummal a Wayback Machine-ben